# Бинкс, Рубен Вард
Рубен Вард Бинкс (1880, Болтон, Ланкашир — 17 мая 1950, Уэстморленд) — известный английский художник-анималист, специализировавшийся в изображении собак. Также писал пейзажи Лейкленда и дикую природу в целом.

## Жизнь и карьера
Бинкс был признан ведущим художником своего времени в собачьей портретной живописи не только в Великобритании, но и за рубежом. Он рисовал собак для трех поколений британской королевской семьи, и среди его покровителей были четыре монарха.
Он провел много месяцев в Пенджабе, рисуя для индийского властителя Махараджи Бхупиндера Сингха, правящего махараджи княжеского штата Патиала с 1900 по 1938 год, и несколько раз посещал США, чтобы выполнить заказы выдающихся американских семей, в том числе Джеральдин Р. Додж, племянницы знаменитого миллионера Джона Д. Рокфеллера.
Начиная как миниатюрист, он оставил некоторые изящные образцы этого искусства, но вынужден был бросить его из-за проблем со зрением и начал рисовать спортивные предметы. Бинкс был большим любителем собак, они появились на многих его картинах, и вскоре стало очевидно, что у него был особый талант в этом направлении.
Он использовал различные художественные средства и техники — сухую иглу, травление, акватинты, пастель и акварель — и, по мере развития его навыков, росла и его репутация.
Его талант привлек королевское внимание, Бинксу было поручено нарисовать знаменитого терьера Цезаря для короля Эдуарда VII и некоторых из любимых собак королевы Александры . Он также нарисовал спаниелей Кламбер для короля Георга V, Кэрнс для короля Эдуарда VIII (тогда принца Уэльского), ретриверов для короля Георга VI (тогда герцога Йоркского), терьеров для герцога Глостера (тогда принца Генри), эльзасцев для герцога Кентского (затем принц Джордж) и домашних животных принцессы Виктории (сестры короля Георга V).
Во время правления короля Георга V Бинкса часто просили посещать королевские съемки в Сандрингеме, чтобы рисовать спортивных собак на работе. Среди его самых ценных вещей был подписанный портрет Его Величества, подаренный ему королем в 1929 году, в красном марокко с позолоченной королевской короной.
В 1925 году Бинкс отправился в Индию, чтобы нарисовать 150 изображений собак для махараджи Патиалы.
Большая часть его работ была опубликована в таких британских изданиях, как еженедельная газета, The Sketch, журнал Field, журнал Country Life и журнал Bystander.